# جيريمياه في. كوكريل
جيريمياه في. كوكريل هو محامي وقاضي وسياسي أمريكي، ولد في 7 مايو 1832 في وارنسبورغ في الولايات المتحدة، وتوفي في 18 مارس 1915 في أبيلين في الولايات المتحدة. نشط حزبياً في الحزب الديمقراطي. وقد انتخب عضو مجلس النواب الأمريكي ‏.